# 埼玉県道273号西平小川線

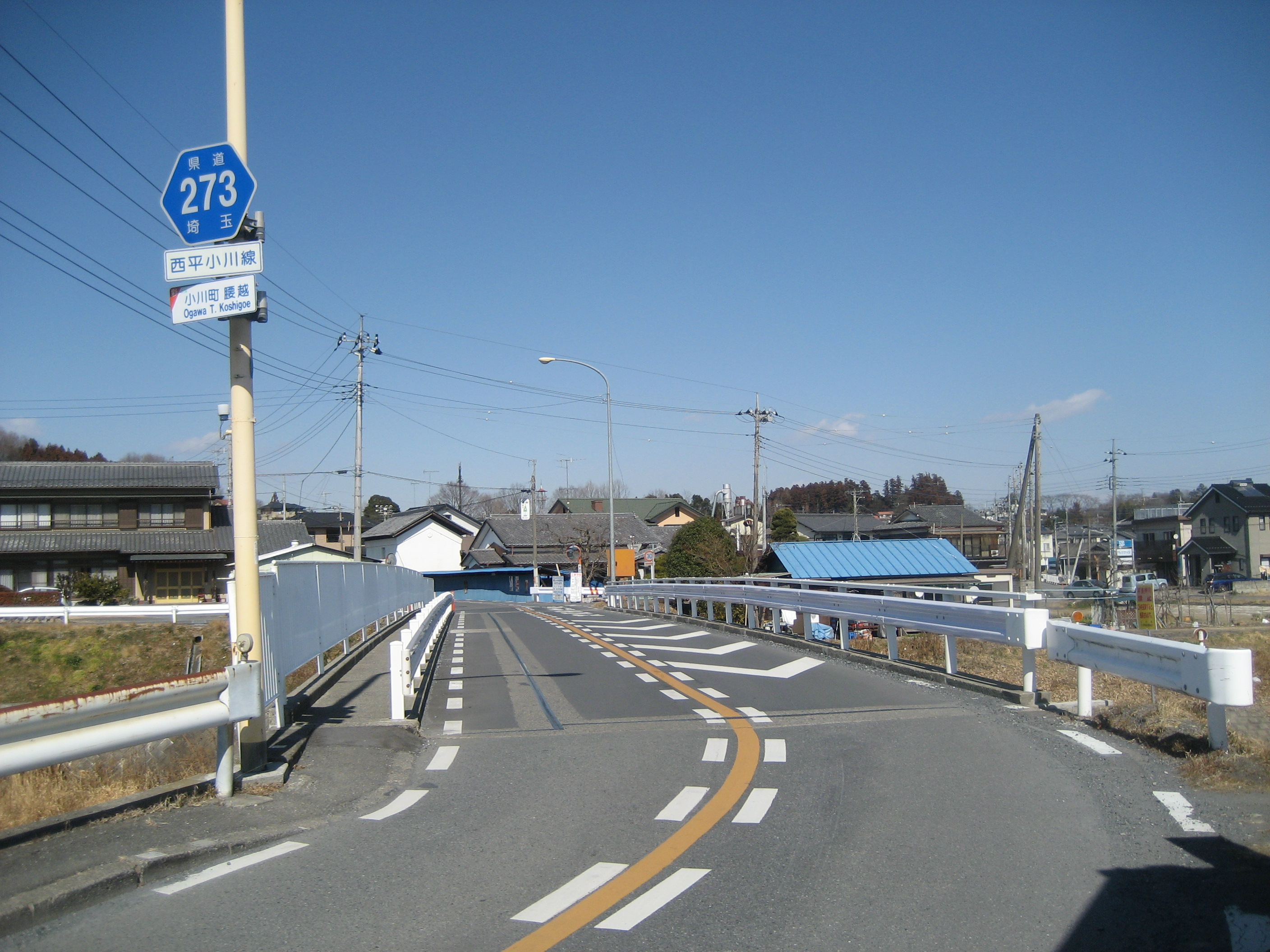
小川町腰越付近

埼玉県道273西平小川線（さいたまけんどう273ごう にしだいらおがわせん）は、埼玉県比企郡ときがわ町から同県比企郡小川町に至る都道府県道である。

## 路線概要
- 起点：埼玉県比企郡ときがわ町大字西平（埼玉県道172号大野東松山線交点）
- 終点：埼玉県比企郡小川町（埼玉県道11号熊谷小川秩父線交点）
- 総距離：5,968メートル

## 通過する自治体
- 埼玉県
  - 比企郡
    - ときがわ町
    - 小川町

## 接続・交差する道路
- 埼玉県道172号大野東松山線
- 埼玉県道11号熊谷小川秩父線